# 1912年臺灣
|        | 臺灣歷史 \| 台灣歷史年表 |
| 世纪： | 19世纪臺灣 \| 20世纪臺灣 \| 21世纪臺灣 |
| 年代： | 1880年代臺灣 \| 1890年代臺灣 \| 1900年代臺灣 \| 1910年代臺灣 \| 1920年代臺灣 \| 1930年代臺灣 \| 1940年代臺灣                                           |
| 年份： | 1907年臺灣 \| 1908年臺灣 \| 1909年臺灣 \| 1910年臺灣 \| 1911年臺灣 \| 1912年臺灣 \| 1913年臺灣 \| 1914年臺灣 \| 1915年臺灣 \| 1916年臺灣 \| 1917年臺灣 |
| 纪年： | 壬子年（鼠年）、日本明治45年、大正元年 |

1912年臺灣發生了林圯埔事件、土庫事件。

## 政府

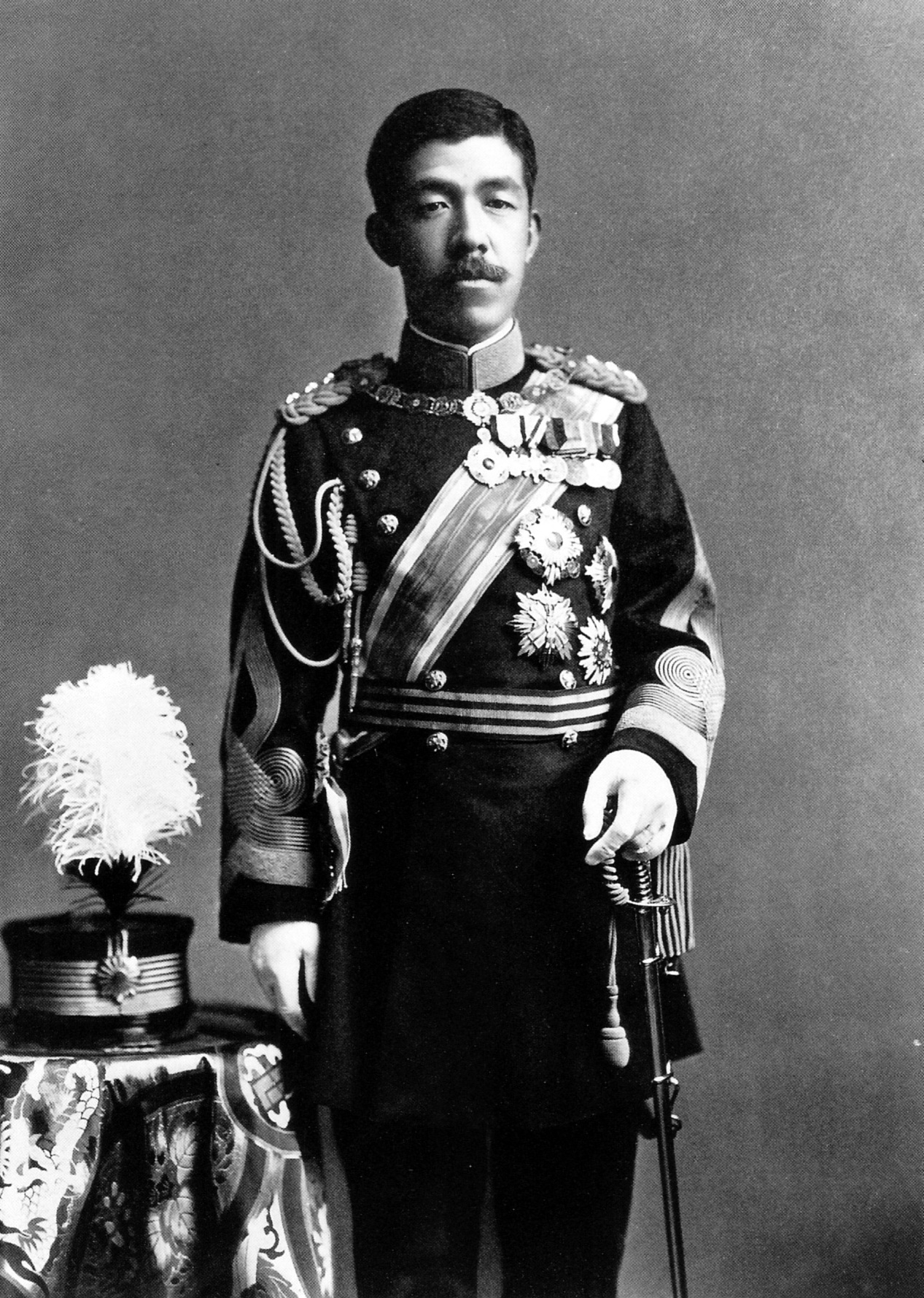
天皇：大正天皇
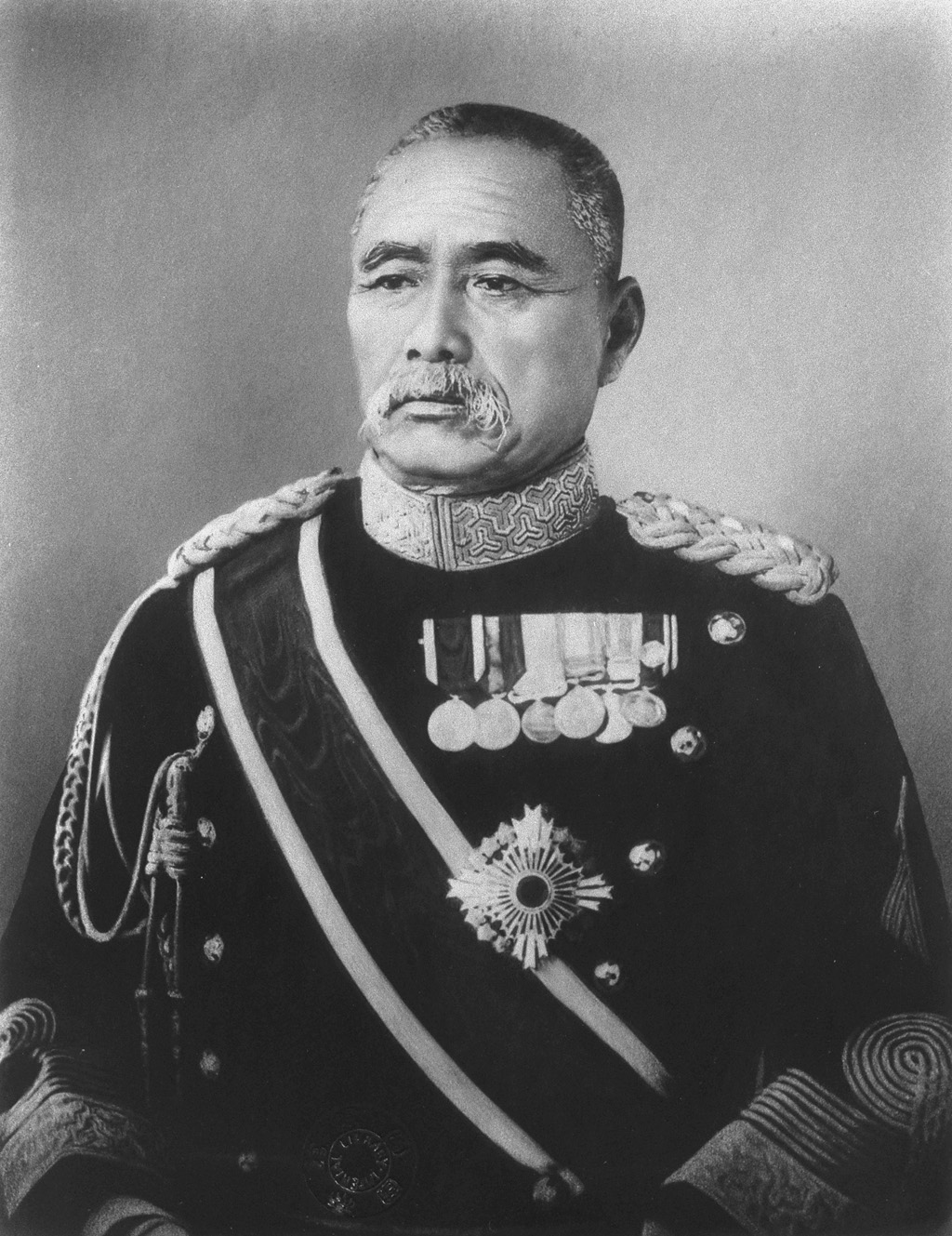
臺灣總督：佐久間左馬太
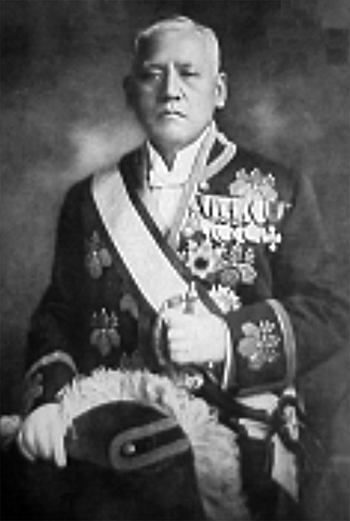
民政長官：內田嘉吉

### 成員變動

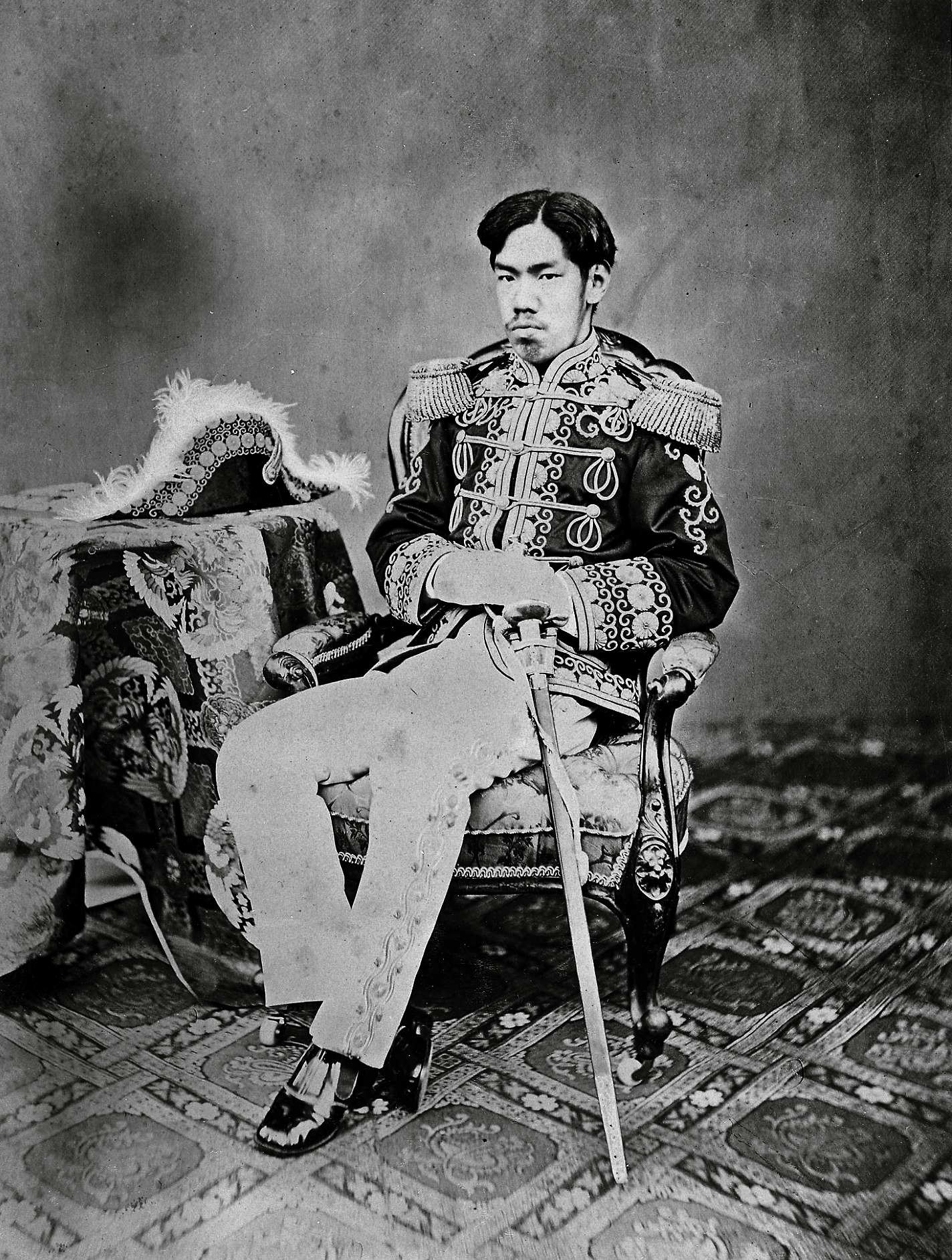
天皇：明治天皇（逝世）

## 大事記
- 3月22日——林圯埔事件。[1]:249
- 5月：爆發苗栗事件
- 6月1日——台灣總督府新廳舍動工
- 6月27日——土庫事件。[2]:194[1]:249
- 9月13日到15日，於內地東京舉行明治天皇大喪儀，臺灣總督府民政局宣布各級學校辦理遙拜祭，並演唱「大行天皇奉悼歌」。

## 機關組織
| 名稱           | 性質 | 所在地                     | 設立日期   | 備註       |
| -------------- | ---- | -------------------------- | ---------- | ---------- |
| 臺南女子公學校 | 學校 | 臺南廳臺南市               | 3月8日:155 | 今成功國小 |
| 永寧公學校     | 學校 | 臺南廳安平支廳永寧區灣裡庄 | 4月1日:155 | 今省躬國小 |
| 鹽埕公學校     | 學校 | 臺南廳安平支廳新鯤區鹽埕庄 | 8月1日:155 | 今日新國小 |

## 出生
- 2月1日——辛文炳，企業家、政治人物。曾任臺南市市長、立法委員，南台工專創辦人。（1999年逝世）
- 4月10日——廖漢臣，作家，日治時期即研究臺灣民俗、歷史，戰後進入臺灣省文獻會，專心研究臺灣文獻。（1980年逝世）
- 5月7日——洪瑞麟，畫家，以其關於採礦工人的繪畫作品及其於礦坑工作之經歷而著名。（1996年逝世）

## 逝世
- 7月27日——澤井市造，台北消防組第一代頭取（組長）。